# شهریارک شکم‌نخودی
شهریارک شکم‌نخودی (نام علمی: Neolalage banksiana) نام یک گونه از خانواده مگس‌گیر شهریار است.